# La incubadora de negocios
La incubadora de negocios fue un programa de televisión de coaching presentado por Raquel Sánchez Silva que se emitió en Cuatro. Su primera emisión se produjo el 2 de diciembre de 2013 en late night en forma de especial. Aunque sus emisiones oficiales no se iniciaron hasta el martes 4 de febrero de 2014 a las 21.30., sin embargo y tras tres semanas en el prime time de la cadena y debido a sus bajos índices de audiencia el programa paso a emitirse a las mañanas del sábado donde se emitió dando fin al programa el 12 de abril de 2014.

## Mecánica
El programa sirve de puente para ayudar a nuevos emprendedores que tienen una idea de negocio innovadora y a través de este programa se le facilita ayuda con otras personas que conocen el mercado y como podría funcionar su proyecto.

## Episodios y audiencias
| Temporada | Temporada | Episodios | Estreno                | Final               | Audiencia    | Audiencia |
| Temporada | Temporada | Episodios | Estreno                | Final               | Espectadores | Cuota     |
| --------- | --------- | --------- | ---------------------- | ------------------- | ------------ | --------- |
|           | 1         | 10        | 2 de diciembre de 2013 | 12 de abril de 2014 | 242 000      | 2,5%      |

### Primera temporada (2014)
| N.º | Título                                                 | Fecha de emisión       | Audiencia      |
| --- | ------------------------------------------------------ | ---------------------- | -------------- |
| 1   | Instalar una tirolina urbana en Madrid                 | 2 de diciembre de 2013 | 351 000 (3,7%) |
| 2   | Exportar un negocio de lana y agujas en EE.UU          | 4 de febrero de 2014   | 584 000 (2,8%) |
| 3   | Conquistar el mercado de las extensiones en España     | 11 de febrero de 2014  | 558 000 (2,7%) |
| 4   | Conquistar a los empresarios chinos con el Turrolate   | 18 de febrero de 2014  | 369 000 (1,7%) |
| 5   | ¿Sabéis que es un bounquet de frutas?                  | 1 de marzo de 2014     | 156.000 (3,5%) |
| 6   | Como diseñar una web de diseño gráfico                 | 15 de marzo de 2014    | 104.000 (2,6%) |
| 7   | Abrir una franquicia                                   | 22 de marzo de 2014    | 94.000 (2,1%)  |
| 8   | Equipo 38                                              | 29 de marzo de 2014    | 51.000 (1,1%)  |
| 9   | Circuito Motocross                                     | 5 de abril de 2014     | 74.000 (2,5%)  |
| 10  | Idear una estructura para proteger los pasos de lluvia | 12 de abril de 2014    | 78.000 (2,3%)  |